# Битка на Хорации и Куриации
Битката на Хорациите и Куриациите (Horatii et Curiatii) e легенда, описана от Тит Ливий в неговата книга Ab Urbe Condita.
През 660 пр.н.е., по времето на цар Тул Хостилий (царувал 673–641 пр.н.е.), трима братя-близнаци от хорациите от Рим се бият с трима братя-близнаци от куриациите от Алба Лонга за победата на съответния град. Те не искат да пуснат войските една срещу друга от страх от съседния народ на етруските. След смъртта на неговите двама братя, най-младият от хорациите, Публий Хораций, побеждава за Рим чрез хитрост. След това той убива сестра си, която е сгодена за един от куриациите, понеже страда за смъртта му. Той е обявен от народното събрание за невинен, понеже показал геройство в битката, пред съда се държал достойно и на баща му не трябвало да бъде отнет и последният наследник. Този процес е легендарен в римското право и Цицерон се позовава на него 600 години по-късно (pro rabirius).

## Войната с Алба Лонга
Ливий разказва тази история в първата книга на своята История на Рим. По време на войната на римския цар Тул Хостилий със съседния град Алба Лонга става ясно, че воденето на скъпа война между техните армии ще остави вратата отворена за етруска инвазия. Сабинският диктатор Метий Фуфеций апелира към Тул Хостилий, че конфликтът трябва да бъде уреден чрез битка до смърт между римските трима братя Хорации и тримата братя от Албан, известни като Куриациите. Те се срещат на бойното поле между бойните редици, докато двете армии и техните сънародници гледат.
С толкова голям залог и двете страни се бият смело. Хорациите раняват и тримата Куриации, но двама от римляните са убити. Това остави брат им Публий сам и заобиколен от тримата албанци. Въпреки че е невредим, Публий осъзнава, че няма шанс срещу всичките си трима врагове заедно. Затова той започва да тича през бойното поле. Албанците го преследват, всеки толкова бързо, колкото им позволяват индивидуалните наранявания. Точно това се надява да направят и след като са отишли достатъчно далеч, той вижда, че куриациите са се разклатили и са отделени един от друг. Планът му сработва перфектно. Той се обръща и предприема яростна атака срещу първия, най-малко ранения Куриаций, и го убива.
Римските зрители, които мигове преди това са били сигурни в поражението, започват да се развеселяват, когато албанците крещят на Куриациите да се прегрупират в лицето на натиска на Публий. Но преди да успеят, Хораций настига втория Куриаций и го убива, докато брат му гледа безпомощно. Финалният Куриаций е физически изтощен от раните и преследването. Надеждата му е разбита, наблюдавайки как двамата му братя умират. Той успява несигурно да се изправи срещу Хораций, който е успокоен от успешната си стратегия и уверен в скорошната си победа. Публий декларира, че е убил първите двама Куриации като отмъщение за падналите си братя. Той би убил този последен за римската кауза и тяхното управление над Албаните. Той пронизва с меча си гърлото на Албан и взема бронята на убитите си врагове като плячка от победата си.
След това албанският диктатор Метий уважава договора и Алба Лонга приема за кратко римското управление, преди да предизвика война с фиденатите и да предаде Рим.

## Завръщането у дома на Публий
Победителят Хораций се завръща като герой. Преди да избухне войната, сестрата на Публий, Камила, е била сгодена за един от тримата братя Куриации от Албан. Когато вижда наметката, която самата тя е изтъкала и дала на Куриация, на рамото на брат си, сега оцапана с кръвта на съпруга ѝ, тя осъзнава, че мъжът ѝ е бил убит. Камила е обзета от мъка и започва да плаче и да вика името му. Прокламирайки, че никоя римлянка не трябва да оплаква падналите врагове на Рим, Публий убива сестра си на място.
За престъплението си е осъден на смърт. По съвет на юрист на име Тул, Публий се обръща към едно от народните събрания. В защита на сина си, бащата на Хораций, който също се казва Публий, говори за скорошната победа и ги моли да пощадят последния му оцелял син (четвъртият му син, брат на Хорациите, също е починал). Събранието бива убедено и присъдата на Публий е променена. Вероятно това е източникът на римската традиция да се позволява на осъдените да обжалват присъдите си пред населението.
От по-големия Публий се изискало да принесе жертва, за да изкупи престъплението на сина си, и от този момент нататък семейството на Хорациите постановява традиция да прави същото. Плячката от победата е окачена на място, което става известно като Pila Horatia. Върху склона на Опийския хълм е издигната дървена греда, която се нарича Sororium Tigillum (сестрински лъч). Това символизирало игото, под което по-младият Публий бил прокаран. Гредата остава да стои дълго след смъртта му.